# تافكا (زرقطن)
تافكا هي إحدى مشيخات المملكة المغربية، تتبع جغرافيا لإقليم الحوز وإداريًا لزرقطن. يقدر عدد سكانها بـ 3462 نسمة حسب الإحصاء الرسمي للسكان والسكنى لسنة 2004.